# Krk
Den här artikeln handlar om ön Krk. För staden Krk, se Krk (stad).
Krk (italienska: Veglia, tyska: Vegl, latin: Curicta) är en kroatisk ö i Kvarnerviken i Adriatiska havet. Krk är den näst största ön i Adriatiska havet och har en areal på 405,22 km², något mindre än grannön Cres. Invånarantalet uppgår till 19 286 invånare (2011) varav nästan en tredjedel bor i staden med samma namn. 
Öns geografiska läge nära fastlandet samt goda väg- och flygförbindelser har möjliggjort en utveckling av turismen som utgör en viktig näringsgren på ön.

## Historik
Sedan romarna besegrat liburnerna kom ön att tillhöra Romerska riket. Under folkvandringstiden på 600-talet utstod ön flera räder från avarerna. Senare kom invandrade slaver att gradvis bosätta sig på ön. 
Under 800-talet kom ön att tillfalla Bysantinska riket. Det är inte känt när Krk kom att tillhöra det medeltida kroatiska kungariket men 875 fick bysantinerna årligen betala 110 guldmynt till kungariket för att få behålla sina besittningar på ön. 
På 1000-talet kom Venedig att befästa makten över ön. Under ett århundrade skulle Venedig och Kroatien komma att träta om ön innan den 1118 slutligen tillföll Venedig. I samband med Venedigs styre kom en adlig ätt att framträda. Den framstående och inflytelserika adelsfamiljen Frankopan kom under medeltiden att utöka sina domäner till det kroatiska fastlandet och skulle senare komma att ha en stor betydelse för Kroatiens politiska, ekonomiska och kulturella historia. 
År 1797 föll Venedig och Krk tillföll då Kejsardömet Österrike. De skulle med ett kort avbrott komma att styra ön fram till 1918 och första världskrigets slut.

## Orter och kommuner
Invånarantalet för öns städer och kommuner som anges i tabellen nedan är från folkräkningen 2011.
| Samhälle           | Antal invånare |
| ------------------ | -------------- |
| Baška              | 1 668          |
| Dobrinj            | 2 023          |
| Krk                | 6 243          |
| Malinska-Dubašnica | 3 142          |
| Omišalj            | 2 987          |
| Punat              | 1 953          |
| Vrbnik             | 1 270          |

## Transport och kommunikationer
Krk ligger relativt nära fastlandet och har sedan 1980 och uppförandet av Krk-bron haft en fast förbindelse med det kroatiska fastlandet. Vid Omišalj ligger Rijekas internationella flygplats.  
På norra delen av ön ligger LNG-terminalen LNG Hrvatska.

### Fotnoter
1. 1 2 3  ”Census of Population, Households and Dwellings 2011, First Results by Settlements” (på engelska och kroatiska) ( PDF). Kroatiska statistiska centralbyrån. Arkiverad från originalet den 19 augusti 2014. https://web.archive.org/web/20140819030849/http://www.dzs.hr/Hrv_Eng/publication/2011/SI-1441.pdf. Läst 2 februari 2014.
2. ↑  Duplančić Leder, Lea; Ujević, Tin; Čala, Mendi. ”Coastline lengths and areas of islands in the Croatian part of the Adriatic Sea determined from the topographic maps at the scale of 1:25 000” (på engelska) ( PDF). Geoadria. Arkiverad från originalet den 4 augusti 2016. https://web.archive.org/web/20160804095537/http://www.academa.si/zff/Duplancic_Cala_Ujevic_9_1-1.pdf. Läst 2 februari 2014.
3. ↑  Simović, Veselin. ”Dvadeseta obljetnica mosta kopno – otok Krk.” (på kroatiska) ( PDF). Građevinar, nr 52 (2000). Kroatiska civilingenjörerna förbund. http://hrcak.srce.hr/file/20029. Läst 2 februari 2014.